# Liste der Baudenkmäler in Sauerlach

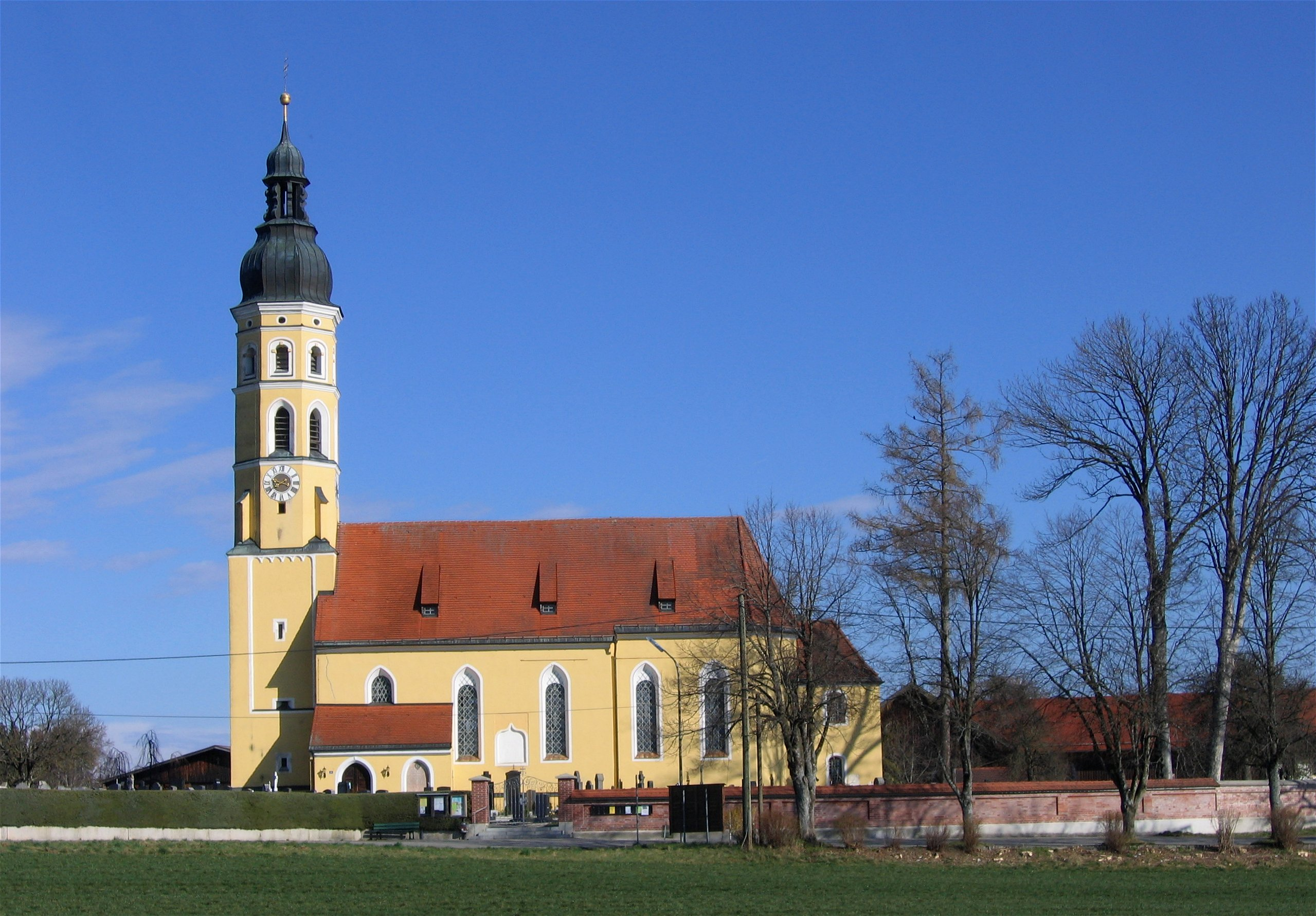
Blick auf Sankt Michael in Arget

Auf dieser Seite sind die Baudenkmäler in der oberbayerischen Gemeinde Sauerlach zusammengestellt. Diese Tabelle ist eine Teilliste der Liste der Baudenkmäler in Bayern. Grundlage ist die Bayerische Denkmalliste, die auf Basis des Bayerischen Denkmalschutzgesetzes vom 1. Oktober 1973 erstmals erstellt wurde und seither durch das Bayerische Landesamt für Denkmalpflege geführt wird. Die folgenden Angaben ersetzen nicht die rechtsverbindliche Auskunft der Denkmalschutzbehörde.

## Ensembles

### Ensemble Ortskern Arget
Aktennummer: E-1-84-141-1

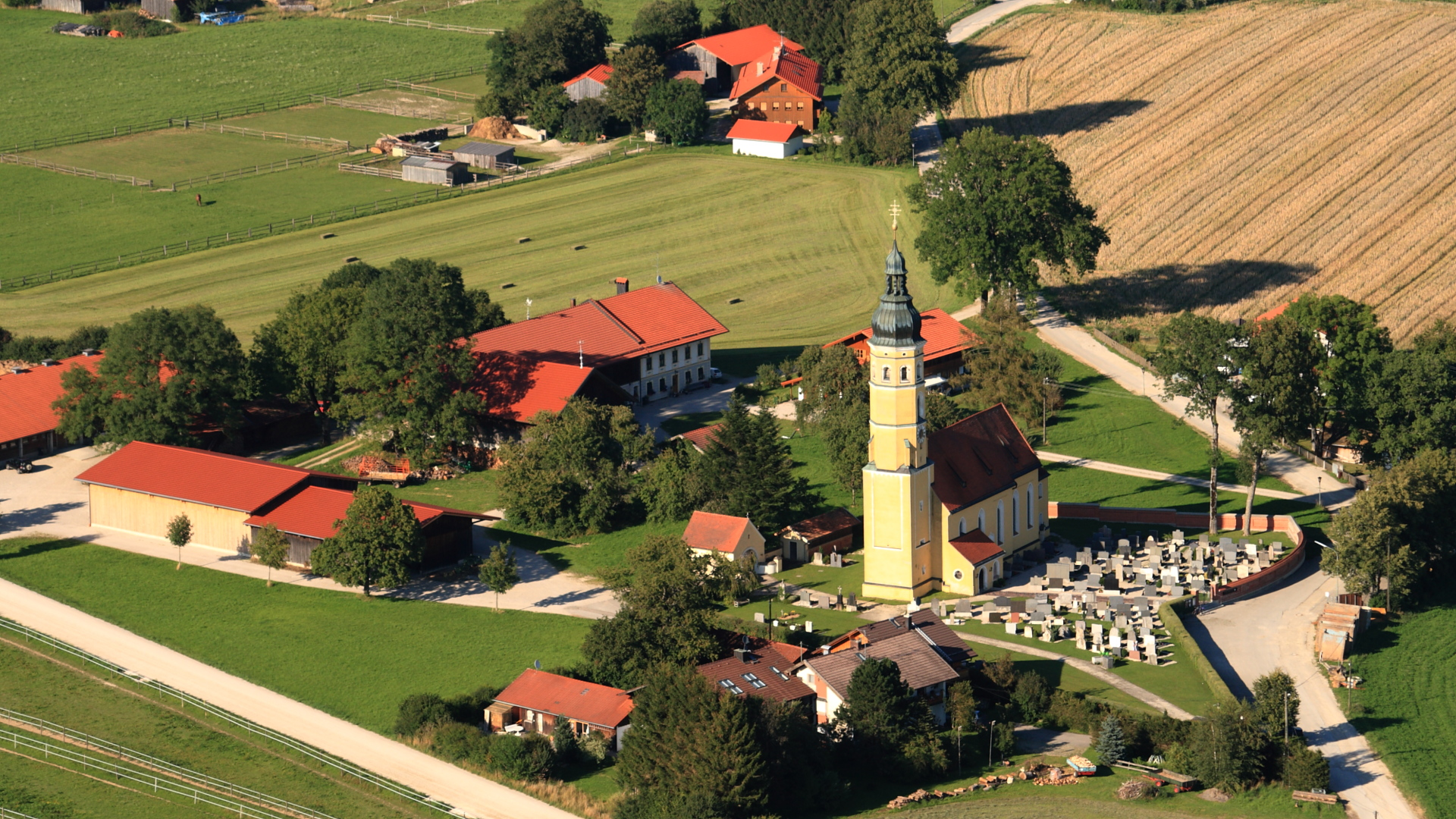
Pfarrkirche von Arget

Das für das Voralpenland charakteristische bäuerliche Straßendorf liegt in einer Rodungsinsel. 1812 bestand es aus 38 Anwesen. Obereigentümer waren durch Jahrhunderte unter anderem die Klöster Tegernsee, Dietramszell, Schäftlarn und die Hofmarken Grünwald und Taufkirchen.
Die lockere Bebauung durch Bauernanwesen folgt zum größeren Teil dem gekrümmten Verlauf der alten Durchgangsstraße von München nach Tegernsee, die als solche wohl schon im 18. Jahrhundert durch den Bau der neuen, östlich des Ortes vorbeistreichenden Chaussee ihre alte Funktion verloren hat. Dieser Teil der Siedlung, das Niederdorf, trägt den alten Namen Niederham. Der im Nordteil des Ortes querverlaufende kürzere Straßenzug (Oberham) führt westwärts zu der weit außerhalb des Ortes gelegenen Pfarrkirche St. Michael. Die Straße gehört nur in ihrem historisch bebauten Bereich bis zu den Anwesen Nr. 25 bzw. Nr. 26 zum Ensemble; der modern bebaute Ostteil stellt die Verbindung zur Chaussee (Bundesstraße) her und gehört nur mit den alten Anwesen Nr. 7 und 10 zum Ensemble.
Die Hofstätten sind hochmittelalterlichen Ursprungs. Aus der traditionellen Ostung der Einfirsthöfe, zwischen die in der Ortsmitte auch Kleinbauern- und Söldenhäuser eingestreut sind, ergeben sich seitlich der beiden Straßenzweige teils Giebelstellungen der Wohnteile der Höfe, teils Giebelstellungen ihrer Wirtschaftsteile, teils Traufstellungen in der gesamten Länge der Baukörper. Die einzelnen Höfe sind von mittlerer Größe, den alten Bestand bilden Block- und Putzbauten des 17. bis früheren 19. Jahrhunderts mit dem üblichen Flachsatteldach des Oberlandes. Der ehemalige Pfarrhof, ein Massivbau des 17. Jahrhunderts, zeichnet sich durch seine Größe und seinen Bodenerker besonders aus. Von den früheren drei Dorfweihern sind zwei erhalten geblieben; die Bäckerlack und die Pfeiferlack.

## Baudenkmäler nach Ortsteilen

### Sauerlach
| Lage                                                             | Objekt                                                          | Beschreibung | Akten-Nr.              | Bild                                                         |
| ---------------------------------------------------------------- | --------------------------------------------------------------- | --- | ---------------------- | ------------------------------------------------------------ |
| Bahnhofstraße 1 (Standort)                                       | Ehemaliges Schulhaus und hemaliges Rathaus                      | Zweigeschossiger spätklassizistischer Putzbau mit Flachwalmdach und kräftiger Putzgliederung, 1876 | D-1-84-141-1 Wikidata  | Ehemaliges Schulhaus und hemaliges Rathaus                   |
| Bahnhofstraße 8 (Standort)                                       | Ehemaliges Bauernhaus, sogenannt „Beim Bauernwagner“            | Zweigeschossiger Einfirsthof mit flachem Satteldach, Wohnteil verputzter Blockbau mit umlaufender Laube und Hochlaube, Mitte 17. Jahrhundert | D-1-84-141-2 Wikidata  | weitere Bilder                                               |
| Bahnhofstraße 13 (Standort)                                      | Taubenhaus                                                      | Zweigeschossiges Wohnhausmodell mit Satteldach auf Ständer mit Ziersägefächern, Holz, Mitte 19. Jahrhundert | D-1-84-141-3 Wikidata  | weitere Bilder                                               |
| Dischingerweg 2 (Standort)                                       | Wohnteil des ehemaligen Bauernhauses, sogenannt Beim Schafler   | Zweigeschossige Einfirstanlage in Blockbauweise mit umlaufender Laube und verbretterter Giebellaube, Mitte 18. Jahrhundert | D-1-84-141-16 Wikidata | weitere Bilder                                               |
| Kirchstraße 1 (Standort)                                         | Katholische Pfarrkirche St. Andreas                             | Barocker Saalbau mit eingezogenem Polygonalchor und mächtigem Chorflankenturm mit Zwiebelhaube, 1702/1710, Turm 1732/1734, Langhaus nach Westen erweitert 1952, mit Ausstattung Friedhof mit Grabmälern um 1900 Teile der historischen Friedhofsmauer, 18./19. Jahrhundert Leichenhalle (Wolfratshausener Straße 14), spätklassizistischer Walmdachbau, 1928 | D-1-84-141-4 Wikidata  | weitere Bilder                                               |
| Kirchstraße 5 (Standort)                                         | Hakenhof, sogenannt Beim Schwarzhuber                           | Zweigeschossiger Satteldachbau mit Kniestock, Wohnteil mit Putzgliederungen, Eisenbalkonen und Giebelzier, 1878 | D-1-84-141-5 Wikidata  | weitere Bilder                                               |
| Kirchstraße 11 (Standort)                                        | Wohnteil des Einfirsthofes, sogenannt Beim Schlehhuber          | Zweigeschossiger Blockbau mit flachem Satteldach, erstes Viertel 18. Jahrhundert, Dachaufbau und umlaufende Laube 19./20. Jahrhundert | D-1-84-141-6 Wikidata  | weitere Bilder                                               |
| Schmiedstraße 9 (Standort)                                       | Wohnteil des ehemaligen Bauernhauses, sogenannt Beim Neuhäusler | Zweigeschossiger Blockbau mit flachem Satteldach und umlaufender Laube, Ende 18. Jahrhundert | D-1-84-141-8 Wikidata  | weitere Bilder                                               |
| Tegernseer Landstraße 18 (Standort)                              | Forsthaus                                                       | Zweigeschossiger verputzter Satteldachbau mit Kniestock, Putzgliederung und segmentbogigen Fenstern, 1880 Nebengebäude, erdgeschossiger massiver Flachsatteldachbau, gleichzeitig | D-1-84-141-67 Wikidata | weitere Bilder                                               |
| Distrikt XIV Hirschbrunnen (Standort)                            | Waldkapelle St. Anna                                            | Putzbau mit dreiseitigem Chorschluss, überdachtem Eingangsbereich und oktogonalem Haubenturm, 1692/93, erweitert 1701, Turm 1955 erneuert, mit Ausstattung | D-1-84-141-9 Wikidata  | weitere Bilder                                               |
| Wolfratshausener Straße 9 (Standort)                             | Ehemaliges Pfarrhaus                                            | Zweigeschossiger traufseitiger Massivbau mit Putzgliederung und Schopfwalmdach, 1776, Dach wohl später verändert | D-1-84-141-11 Wikidata | weitere Bilder                                               |
| Wolfratshausener Straße 8, Wolfratshausener Straße 10 (Standort) | Ehemaliges Bauernhaus, sogenannt Beim Melcherhans               | Zweigeschossige verputzte Einfirstanlage mit flachem Satteldach, Balkonen mit Aussägearbeiten und am Wirtschaftsteil Bundwerk, zweites Viertel 19. Jahrhundert | D-1-84-141-12 Wikidata | weitere Bilder                                               |
| Wolfratshausener Straße 12 (Standort)                            | Einfirsthof, sogenannt Beim Lindmaier                           | Verputzter zweigeschossiger Satteldachbau mit ausgebautem Kniestock, bemalten Giebelbalkonen mit Balustern und geschnitzter Haustür, 1842 Nebengebäude, erdgeschossiger Satteldachbau, massiv, gleichzeitig Einfriedung, massiv mit Schindelbedachung, Anfang 20. Jahrhundert                                                                                | D-1-84-141-13 Wikidata | weitere Bilder                                               |
| Wolfratshausener Straße 20 (Standort)                            | Ehemaliges Kleinbauernhaus, sogenannt Beim Stüpfer              | Zweigeschossiger Flachsatteldachbau mit verputztem Blockbau-Obergeschoss und Giebellaube, Mitte 18. Jahrhundert | D-1-84-141-14 Wikidata | Ehemaliges Kleinbauernhaus, sogenannt Beim Stüpfer           |
| Wolfratshausener Straße 29 (Standort)                            | Wohnteil des ehemaligen Bauernhauses, sogenannt Beim Stübler    | Zweigeschossiger verschalter Einfirsthof in Blockbauweise mit flachem Satteldach, umlaufender Laube und profilierten Balkenköpfen, 18. Jahrhundert | D-1-84-141-15 Wikidata | Wohnteil des ehemaligen Bauernhauses, sogenannt Beim Stübler |

### Altkirchen
| Lage                               | Objekt                                                           | Beschreibung | Akten-Nr.              | Bild           |
| ---------------------------------- | ---------------------------------------------------------------- | --- | ---------------------- | -------------- |
| Stauchartinger Feld (Standort)     | Feldkapelle zur unbefleckten Empfängnis Mariens                  | Kleiner Putzbau mit geradem Chorschluss und torartigem Eingang, 1862, erneuert 1925 | D-1-84-141-18 Wikidata | weitere Bilder |
| Eichenhausener Straße 1 (Standort) | Bauernhof, sogenannt Beim Thaller                                | Zweigeschossige Einfirstanlage mit Blockbau-Obergeschoss, flachem Satteldach, umlaufender Laube und Hochlaube, Ende 18. Jahrhundert Ehemaliger Getreidekasten, Blockbau mit flachem Satteldach, bezeichnet mit 1793, später überbaut                                                                                     | D-1-84-141-20 Wikidata | weitere Bilder |
| Eichenhausener Straße 2 (Standort) | Wohnteil des Bauernhofes, sogenannt Beim Disl                    | Zweigeschossiger Hakenhof mit flachem Satteldach, Blockbau-Obergeschoss, umlaufender Laube und Hochlaube, 1791 | D-1-84-141-21 Wikidata | weitere Bilder |
| Hauptstraße 2 (Standort)           | Hakenhof, sogenannt Beim Marx                                    | Zweigeschossiger Wohnteil in Blockbauweise, zum Teil verbrettert, mit flachem Satteldach und traufseitiger Laube, 1835 neu erbaut | D-1-84-141-22 Wikidata | weitere Bilder |
| Hölleinweg (Standort)              | Bildstock, sogenannte Pestsäule                                  | Tuffsteinpfeiler, wohl 17. Jahrhundert | D-1-84-141-19 Wikidata | weitere Bilder |
| Oberbiberger Straße 1 (Standort)   | Wohnteil des ehemaligen Kleinstbauernhauses, sogenannt Beim Rank | Zweigeschossiger verbretterter Blockbau mit flachem Satteldach und umlaufender Laube, Ende 18. Jahrhundert | D-1-84-141-23 Wikidata | weitere Bilder |
| Oberbiberger Straße 5 (Standort)   | Wohnteil des ehemaligen Bauernhauses und Mesnerhauses            | Zweigeschossiger Blockbau mit flachem Satteldach, erste Hälfte 17. Jahrhundert, Lauben und Dachaufbau 19. Jahrhundert | D-1-84-141-24 Wikidata | weitere Bilder |
| Oberbiberger Straße 10 (Standort)  | Katholische Kuratiekirche St. Margaret                           | Spätgotische Chorturmkirche mit gerade schließendem Chor und wuchtigem Satteldachturm, Langhaus im Kern 11./13. Jahrhundert, Umgestaltung 15. Jahrhundert, Barockisierung um 1680, nach Westen erweitert 1965, mit Ausstattung Friedhofsmauer, massiv Leichenhaus, Putzbau mit steilem Satteldach im Reformstil, um 1920 | D-1-84-141-17 Wikidata | weitere Bilder |
| Oberbiberger Straße 12 (Standort)  | Hakenhof, sogenannt Beim Gabahell                                | Zweigeschossiger Massivbau mit Kniestock, Satteldach, Balusterbalkonen und reicher Putzgliederung, 1909 Nebengebäude, kleiner Putzbau mit Satteldach, gleichzeitig | D-1-84-141-25 Wikidata | weitere Bilder |

### Arget
| Lage                                                     | Objekt                                                                    | Beschreibung | Akten-Nr.              | Bild                                                                |
| -------------------------------------------------------- | ------------------------------------------------------------------------- | --- | ---------------------- | ------------------------------------------------------------------- |
| Corona-Kapelle (Standort)                                | Kapelle St. Corona                                                        | Kleine gerade schließende Wallfahrtskapelle mit Walmdach und Dachreiter, 1820; mit Ausstattung | D-1-84-141-46 Wikidata | weitere Bilder                                                      |
| Demmelweg 1 (Standort)                                   | Ehemaliger Bauernhof, sogenannt Beim Demmel                               | Zweigeschossige Einfirstanlage, Wohnteil in Blockbauweise mit umlaufender Laube, Hochlaube und flachem Satteldach, 1773/74 (dendrochronologisch datiert), Wirtschaftsteil mit Bundwerk, 1775–80 (dendrochronologisch datiert) | D-1-84-141-28 Wikidata | Ehemaliger Bauernhof, sogenannt Beim Demmel                         |
| Holzkirchener Straße 1, 3 und 3 a (Standort)             | Ehemaliges Gasthaus                                                       | Zweigeschossiger Putzbau mit vorkragendem Flachsatteldach und Giebellaube an der Ostseite, um 1850/1860, im Kern vermutlich älter Kegelbahn, Holzkonstruktion, ehemals Kühlhaus, erdgeschossiger verputzter Ziegelbau Wirtschaftsteil, hakenförmiger zweigeschossiger Schopfwalmdachbau mit Rampe, um 1850/1860, mit Wohngebäude, zweigeschossiger Halbwalmdachbau mit Türmchen, bezeichnet mit 1899 | D-1-84-141-69          | weitere Bilder                                                      |
| Holzkirchener Straße 14 (Standort)                       | Wohnteil des ehemaligen Bauernhauses, früher Beim Bechler (Pechler)       | Zweigeschossiger Einfirsthof mit flachem Satteldach, Blockbau-Obergeschoss, umlaufender Laube und Hochlaube, Nordseite ausgemauert, Mitte 18. Jahrhundert | D-1-84-141-29          | Wohnteil des ehemaligen Bauernhauses, früher Beim Bechler (Pechler) |
| Holzkirchener Straße 16 (Standort)                       | Wohnteil des ehemaligen Bauernhofes, früher Beim Mangschuster             | Zweigeschossiger Putzbau mit geschlepptem Satteldach, umlaufender Laube und verbretterter Giebellaube, 1646 (dendro.-dat.), Ausbau und Erweiterung Ausbau und Erweiterung 1880 (dendro.- dat.). | D-1-84-141-30          | weitere Bilder                                                      |
| Holzkirchener Straße 20 (Standort)                       | Wohnteil des ehemaligen Bauernhofes, sogenannt Beim Böhamwagner           | Zweigeschossiger verputzter Flachsatteldachbau mit umlaufender Laube und Giebellaube, ersteVHälfte 19. Jahrhundert, Taubenhaus, 19. Jahrhundert | D-1-84-141-31          | weitere Bilder                                                      |
| Holzkirchener Straße 22 (Standort)                       | Ehemaliger Argeter Pfarrhof, jetzt Heimatmuseum                           | Zweigeschossige Einfirstanlage mit verputztem Wohnteil, barocker Fassadengliederung, Hochlaube und Bodenerker, bezeichnet mit „1682“ Ehemaliger Getreidekasten des Garnerhofes, zweigeschossiger Blockbau mit Steilsatteldach und Laube, bezeichnet mit „1667“ (1987 von Kirchstraße 28 transferiert)                                                                                                | D-1-84-141-32          | weitere Bilder                                                      |
| Holzkirchener Straße 24 (Standort)                       | Schupfen, wohl ehemals Pfarrstadel                                        | Verbretterter Holzständerbau mit flachem Satteldach und Bundwerkelementen, bezeichnet mit „1855“, mit Getreidekasten, Blockbau, nachträglich bezeichnet mit „1673“ | D-1-84-141-33          | Schupfen, wohl ehemals Pfarrstadel                                  |
| Holzkirchener Straße 30 (Standort)                       | Wohnteil des Einfirsthofes, sogenannt Beim Hort                           | Zweigeschossiger Flachsatteldachbau mit Blockbau-Obergeschoss, umlaufender Laube und verbretterter Hochlaube, 2. Hälfte 18. Jahrhundert | D-1-84-141-34          | weitere Bilder                                                      |
| Holzkirchener Straße 32 (Standort)                       | Wohnteil des ehemaligen Einfirsthofes, sogenannt Beim Ertl                | Zweigeschossiger Blockbau mit flachem Satteldach, umlaufender Laube und Giebellaube, Unterbau zweite Hälfte 17. Jahrhundert, Obergeschoss Ende 18. Jahrhundert Nebengebäude, kleiner Massivbau mit Satteldach, um 1900 | D-1-84-141-35          | weitere Bilder                                                      |
| Michelistraße 34 (Standort)                              | Katholische Pfarrkirche St. Michael                                       | Spätgotischer Saalbau mit eingezogenem dreiseitig geschlossenem Chor mit angefügter Sakristei, Anfang 16. Jahrhundert, romanischer Turmunterbau um 1315, barocker Umbau der Kirche 1686, Turmlaterne 1887, mit Ausstattung Historische Friedhofsmauer, in Teilen erhalten | D-1-84-141-37 Wikidata | weitere Bilder                                                      |
| Oberhamer Straße 10 (Standort)                           | Ehemaliger Kleinbauernhof, sogenanntes Schmiedgütl heute beim Kaltschmied | Zweigeschossige Einfirstanlage mit flachem Satteldach, Wohnteil mit verputztem Blockbau-Obergeschoss, Ende 18./Anfang 19. Jahrhundert, traufseitiger Balkon mit Aussägearbeiten, 19. Jahrhundert Nebengebäude, langgestreckter erdgeschossiger Satteldachbau mit weitem Dachüberstand, zweite Hälfte 19. Jahrhundert                                                                                 | D-1-84-141-41          | weitere Bilder                                                      |
| Oberhamer Straße 12 (Standort)                           | Wohnteil eines Einfirsthofs Beim Kogler                                   | Zweigeschossiger Flachsatteldachbau mit Hochlaube, im Kern 18. Jahrhundert, Mitte 19. Jahrhundert in zwei Wohneinheiten geteilt, Anfang 20. Jahrhundert wieder zusammengelegt | D-1-84-141-71 Wikidata | weitere Bilder                                                      |
| Oberhamer Straße 14 (Standort)                           | Ehemaliges Bauernhaus, sogenannt Beim Huber                               | Zweigeschossige Einfirstanlage mit flachem Satteldach, Wohnteil mit Blockbau-Obergeschoss und umlaufender Laube, um 1630, Wirtschaftsteil, Ständerbau mit Pfettendach, 1788 (dendrochronologisch datiert) | D-1-84-141-42          | weitere Bilder                                                      |
| Oberhamer Straße 19 (Standort)                           | Bauernhaus, sogenannt Beim Zimmermeister                                  | Zweigeschossiger Einfirsthof mit Blockbau-Obergeschoss und umlaufender Balusterlaube, Ende 18. Jahrhundert Wirtschaftsteil, Satteldachbau mit verbrettertem Obergeschoss, zweite Hälfte 19. Jahrhundert | D-1-84-141-43          | weitere Bilder                                                      |
| Oberhamer Straße 22 (Standort)                           | Wohnteil des ehemaligen Einfirsthofes, sogenannt Beim Hansch              | Zweigeschossiger Flachsatteldachbau mit Blockbau-Obergeschoss, zweite Hälfte 17. Jahrhundert, umlaufende Balusterlaube und Dachaufbau mit verbretterter Hochlaube, Ende 18. Jahrhundert | D-1-84-141-44          | Wohnteil des ehemaligen Einfirsthofes, sogenannt Beim Hansch        |
| Oberhamer Straße 25 (Standort)                           | Ehemaliges Bauernhaus, sogenannt Beim Reichert                            | Zweigeschossige Einfirstanlage mit flachem Satteldach, Wohnteil mit Blockbau-Obergeschoss und umlaufender Laube, 1810 | D-1-84-141-45          | weitere Bilder                                                      |
| Staatsstraße 2573 Einmündung Oberhamer Straße (Standort) | Bildstock. auch Pestsäule genannt                                         | Tuffsteinpfeiler, 17. Jahrhundert | D-1-84-141-40 Wikidata | Bildstock. auch Pestsäule genannt                                   |
| Oberlandstraße 7 (Standort)                              | Wohnhaus                                                                  | Hoher zweigeschossiger Massivbau mit flachem Satteldach, Lisenen- und Friesgliederungen, Stichbogenfenstern und Balkonen mit Aussägearbeiten, im Stil der Maximilianszeit, um 1850/1860 | D-1-84-141-38          | Wohnhaus                                                            |
| Urspringerstraße 1 (Standort)                            | Einfirsthof, sogenannt Beim Urspringer                                    | Zweigeschossiger Flachsatteldachbau mit verschaltem Blockbau-Obergeschoss, umlaufender Laube und Hochlaube, wohl zweite Hälfte 18. Jahrhundert, Wirtschaftsteil, 19. Jahrhundert Ehemaliges Zuhaus, zweigeschossiger Blockbau mit flachem Satteldach, zweite Hälfte 17. Jahrhundert | D-1-84-141-39 Wikidata | weitere Bilder                                                      |

### Brand
| Lage                  | Objekt                                                                   | Beschreibung | Akten-Nr.              | Bild                                                                     |
| --------------------- | ------------------------------------------------------------------------ | --- | ---------------------- | ------------------------------------------------------------------------ |
| Am Brand 4 (Standort) | Ehemaliges Bauernhaus, sogenannt Beim Lohmaier (heute (2017) Beim Meser) | Zweigeschossige Einfirstanlage, Wohnteil mit Blockbau-Obergeschoss, umlaufender Laube und verbretterter Giebellaube, Ende 18. Jahrhundert | D-1-84-141-47 Wikidata | Ehemaliges Bauernhaus, sogenannt Beim Lohmaier (heute (2017) Beim Meser) |

### Grafing
| Lage                         | Objekt                                        | Beschreibung | Akten-Nr.              | Bild           |
| ---------------------------- | --------------------------------------------- | --- | ---------------------- | -------------- |
| Oberlandstraße 71 (Standort) | Bauernhof, sogenannt Beim Fischhaber          | Zweigeschossige Einfirstanlage mit flachem Satteldach, Wohnteil mit originellen Putzgliederungen, Putzdekor und Bemalung, bezeichnet mit „1910“                                                               | D-1-84-141-48 Wikidata | weitere Bilder |
| Oberlandstraße 72 (Standort) | Wohnteil des Hakenhofes, sogenannt Beim Gastl | Zweigeschossiger Flachsatteldachbau mit Blockbau-Obergeschoss, traufseitiger Laube und verbretterter Hochlaube, zweite Hälfte 17. Jahrhundert, Dachaufbau Ende 18. Jahrhundert, massives Erdgeschoss erneuert | D-1-84-141-49 Wikidata | weitere Bilder |
| Oberlandstraße 72 (Standort) | Kapelle                                       | Kleiner Satteldachbau mit Dachreiter, bezeichnet mit 1957, mit Ausstattung des 18. Jahrhunderts | D-1-84-141-50 Wikidata | weitere Bilder |

### Großeichenhausen
| Lage                                   | Objekt                                                         | Beschreibung | Akten-Nr.              | Bild           |
| -------------------------------------- | -------------------------------------------------------------- | --- | ---------------------- | -------------- |
| Eichenhausener Straße 40 (Standort)    | Bauernhaus, sogenannt Beim Bauer                               | Wohnteil im Osten, zweigeschossiger Flachsatteldachbau mit Blockbau-Obergeschoss, angeblich 1777, umlaufende Laube und Dachaufbau mit verbretterter Hochlaube, zweite Hälfte 19. Jahrhundert Wirtschaftsteil im Westen, wohl 19. Jahrhundert, im späten 19./Anfang 20. Jahrhundert mit beidseitiger Widerkehr erweitert | D-1-84-141-52 Wikidata | weitere Bilder |
| Eichenhausener Straße 44 (Standort)    | Hakenhof, sogenannt Beim Streicher                             | Zweigeschossiger Flachsatteldachbau mit Blockbau-Obergeschoss, Ende 18. Jahrhundert, umlaufende Laube, verbretterte Hochlaube und Dachaufbau um Mitte 19. Jahrhundert Stadel mit Wohnkammern, zweigeschossiger massiver Flachsatteldachbau, verputzt, 18. Jahrhundert                                                   | D-1-84-141-54 Wikidata | weitere Bilder |
| Eichenhausener Straße 45 (Standort)    | Katholische Ortskapelle Hl. Dreifaltigkeit                     | Kleiner Putzbau mit eingezogener Apsis, aufgemalter Fassadengliederung und verschindeltem Dachreiter, ehemals bezeichnet mit „1738“, mit Ausstattung | D-1-84-141-51 Wikidata | weitere Bilder |
| Endlhausener Straße 1 (Standort)       | Hakenhof, sogenannt Beim Moar                                  | Zweigeschossiger Flachsatteldachbau mit Kniestock, Wohnteil mit Putzgliederungen und Stichbogenfenstern, 1890, Glockenstuhl 1907, Bemalung der Fassaden von Edwin Peisker, 1942 | D-1-84-141-55 Wikidata | weitere Bilder |
| Endlhausener Straße 7 (Standort)       | Wohnteil des ehemaligen Bauernhofes, sogenannt Beim Graswieser | Zweigeschossiger Blockbau, zum Teil ausgemauert, mit umlaufender Balusterlaube und flachem Satteldach, 18. Jahrhundert | D-1-84-141-56 Wikidata | BW             |
| Endlhausener Straße 8 und 9 (Standort) | Feldkreuz                                                      | Hölzernes Kruzifix mit Bedachung und hölzernem Christus, um 1808 | D-1-84-141-70 Wikidata | Feldkreuz      |

### Gumpertshausen
| Lage                   | Objekt                                                       | Beschreibung | Akten-Nr.              | Bild           |
| ---------------------- | ------------------------------------------------------------ | --- | ---------------------- | -------------- |
| Jochamweg 3 (Standort) | Wohnteil des ehemaligen Einfirsthofes, sogenannt Beim Johann | Zweigeschossiger Flachsatteldachbau mit Blockbau-Obergeschoss, umlaufender Balusterlaube und verbretterter Hochlaube, erste Hälfte 18. Jahrhundert Zustand 11/2014: baufällig | D-1-84-141-57 Wikidata | weitere Bilder |

### Kleineichenhausen
| Lage                                | Objekt                                                     | Beschreibung | Akten-Nr.              | Bild           |
| ----------------------------------- | ---------------------------------------------------------- | --- | ---------------------- | -------------- |
| Eichenhausener Straße 24 (Standort) | Wohnteil des ehemaligen Bauernhauses, sogenannt Beim Weber | Zweigeschossiger Flachsatteldachbau mit Blockbau-Obergeschoss, umlaufender Laube und verbretterter Hochlaube, zweite Hälfte 17. Jahrhundert | D-1-84-141-59 Wikidata | weitere Bilder |
| In Kleineichenhausen (Standort)     | Katholische Ortskapelle                                    | Kleiner Putzbau mit Dachreiter und dreiseitig geschlossenem Chorraum, wohl 19. Jahrhundert                                                  | D-1-84-141-60 Wikidata | weitere Bilder |

### Lanzenhaar
| Lage                          | Objekt                                                    | Beschreibung | Akten-Nr.              | Bild                                                      |
| ----------------------------- | --------------------------------------------------------- | --- | ---------------------- | --------------------------------------------------------- |
| Münchener Straße (Standort)   | Gedenkstein zur Erinnerung an den Verlauf der Römerstraße | Mitte 19. Jahrhundert | D-1-84-141-10 Wikidata | Gedenkstein zur Erinnerung an den Verlauf der Römerstraße |
| Sankt-Ulrich-Weg 1 (Standort) | Katholische Filialkirche Sankt Ulrich                     | Spätgotischer Saalbau mit eingezogenem Polygonalchor und oktogonalem Dachreiter, 15. Jahrhundert, Barockisierung im 18. Jahrhundert, mit Ausstattung | D-1-84-141-61 Wikidata | weitere Bilder                                            |

### Lochhofen
| Lage                                | Objekt                                             | Beschreibung | Akten-Nr.              | Bild                                               |
| ----------------------------------- | -------------------------------------------------- | --- | ---------------------- | -------------------------------------------------- |
| Altkirchener Straße 1 (Standort)    | Einfirsthof, sogenannt Beim Thalhammer             | Zweigeschossiger Blockbau mit zum Teil ausgemauerter Nordseite und flachem Satteldach, wohl noch 16. Jahrhundert, Dachaufbau und umlaufende Laube zweite Hälfte 19. Jahrhundert | D-1-84-141-62 Wikidata | weitere Bilder                                     |
| Altkirchener Straße 3 (Standort)    | Ehemaliges Kleinstbauernhaus, sogenannt Beim Weigl | Zweigeschossiger Blockbau mit umlaufender Laube und flachem Satteldach, wohl noch 17. Jahrhundert | D-1-84-141-63 Wikidata | Ehemaliges Kleinstbauernhaus, sogenannt Beim Weigl |
| Altkirchener Straße 44 (Standort)   | Ehemaliges Bauernhaus, sogenannt Beim Jagerbauer   | Zweigeschossiger Einfirsthof mit flachem Satteldach, Wohnteil in Blockbauweise und mit umlaufender Laube, zweite Hälfte 18. Jahrhundert | D-1-84-141-26 Wikidata | Ehemaliges Bauernhaus, sogenannt Beim Jagerbauer   |
| Kramergasse 2 (Standort)            | Ehemalige Krämerei                                 | Zweigeschossiger verputzter Blockbau mit profilierten Balkenköpfen, Laubensäulen und flachem Satteldach, 18. Jahrhundert | D-1-84-141-65 Wikidata | weitere Bilder                                     |
| Michelistraße 18 (Standort)         | Bauernhaus                                         | Kleine Einfirstanlage mit ehemaliger Zimmerei-Werkstatt, Wohnteil zweigeschossig, mit vorkragendem Satteldach, segmentbogigen Fenstern mit barockisierender Rahmung, Putzgliederung und zwei Balkonen, in der Türe bezeichnet mit „1883“ Nebengebäude, erdgeschossiger Satteldachbau mit hohem Kniestock, gleichzeitig | D-1-84-141-68 Wikidata | weitere Bilder                                     |
| Oberlandstraße 45 und 47 (Standort) | Ehemaliger Getreidekasten                          | Erdgeschossiger Blockbau mit Satteldach, 18. Jahrhundert, Dach 19. Jahrhundert | D-1-84-141-66 Wikidata | Ehemaliger Getreidekasten                          |

## Ehemalige Baudenkmäler
In diesem Abschnitt sind Objekte aufgeführt, die früher einmal in der Denkmalliste eingetragen waren, jetzt aber nicht mehr. Objekte, die in anderem Zusammenhang also z. B. als Teil eines Baudenkmals weiter eingetragen sind, sollen hier nicht aufgeführt werden. Aktennummern in diesem Abschnitt sind ehemalige, jetzt nicht mehr gültige Aktennummern.

| Lage                                                  | Objekt                             | Beschreibung                                                                                          | Akten-Nr. | Bild                               |
| ----------------------------------------------------- | ---------------------------------- | --- | --------- | ---------------------------------- |
| Großeichenhausen Eichenhausener Straße 41 (Standort)  | Bundwerk am Wirtschaftsteil        | Ende 18. Jahrhundert                                                                                  | Wikidata  | Bundwerk am Wirtschaftsteil        |
| Kleineichenhausen Eichenhausener Straße 23 (Standort) | Bauernhaus, sogenannt Beim Schwarz | In den Neubau von 1980 der Blockbau-Oberstock des späten 18. Jahrhunderts vom Vorgängerbau einbezogen |           | Bauernhaus, sogenannt Beim Schwarz |